# Мрії з пластиліну
«Мрії з пластиліну» — кінофільм режисера Максима Мехеда, що вийшов на екрани в 2012 році.

## Зміст
Куди приводять дитячі мрії? І чи варто бути залежним від ілюзій. 8-ми річна Оксана закохується в співробітника свого батька, 25-ти річного красеня Бориса. Він, жартома обіцяє почекати, поки дівчинка виросте і одружитися з нею. Слово Борис не стримує, і одружується зі своєю ровесницею Вікою. Оксана по дитячому драматично переживає це. Вона обіцяє собі, що у що б то не стало, завоює Бориса. За порадою бабусі, дівчинка ліпить свою мрію з пластиліну. Через майже 10 років вона гірко пошкодує про своє бажання. Щоб розпізнати справжні почуття, дівчині доведеться пережити крах сімейного бізнесу, втрату найближчої і люблячої людини. Лише позбавившись від нав'язливої ідеї дитинства, Оксана знайде щастя.

## Ролі
| Актор                | Роль                             |
| -------------------- | -------------------------------- |
| Ігор Петренко        | -                                |
| Катерина Климова     | Оксана                           |
| Олексій Комашко      | Микола Руденко, наречений Оксани |
| Поля Полякова        | -                                |
| Олександр Мохов      | -                                |
| Олександр Кобзар     | -                                |
| Олександра Кірєєва   | -                                |
| Ніна Антонова        | продачиня                        |
| Григорій Боковенко   | -                                |
| Олександр Бондаренко | Павло Єгорович                   |

## Знімальна група
- Режисер — Максим Мехеда
- Сценарист — Олена Караваєшнікова, Майя Шаповалова, Наталія Лук'янець
- Продюсер — Галина Балан-Тимкин, Влад Ряшин, Катерина Шеметенко
- Композитор — Олексій Остапчук